# 田中不二男
田中不二男（たなか ふじお、1916年（大正5年） - 1940年（昭和15年）1月20日）は、日本の囲碁棋士。神戸市出身、久保松勝喜代名誉九段門下、日本棋院所属、五段。ウルトラ新布石の考案者として知られ、生前は「呉清源に匹敵する棋才の持ち主」と謳われた。

## 生涯
1930年入段。久保松勝喜代の神戸土曜会、日本棋院関西別院に所属しながら東京の大手合に出場し、1931年大手合秋期乙組優勝、32年秋期乙組優勝、二段昇段。1歳年長の高川格と親しく、「天才田中、秀才高川」と称されていた。1934年春期乙組優勝、甲乙両組優勝者決戦関山利一四段に勝ち。この春期大手合の第1局では久保松門下の5人が初手天元に打って注目されたが、このうち田中のみが勝利した。天元打ちを研究していた久保松は、多くの者は天元を大地域の構成に利用するのに対し、田中のみは攻撃的意味に利用したと評した。
1935年三段。1936年四段。この頃、新布石の流行の中で田中を筆頭に過激な布石も現れ、ウルトラ新布石と呼ばれた。1939年第1期本因坊戦甲組四段戦出場。大手合秋期優勝者戦では呉清源に先番9目勝を収める。京都の吉田操子の吉田塾にも通い、麻雀にも熱中した。病床に就いてからは本因坊秀栄の全集を愛読していた。1940年に肺結核で死去、追贈五段。
田中智恵子四段（1952年1月18日-）、田中秀春八段（1955年3月11日-）は、姪、甥にあたる。

### 布石の例
1936年 (先番)長谷川章-(先相先)田中不二男
1938年 読売トーナメント準決勝 長谷川章 - (先番)田中不二男